# 企業傭兵
《BLACK LAGOON》是由日本漫畫家廣江禮威所繪的日本漫画作品。自2001年4月號刊出本作前身的短篇（第0話）；2002年5月號正式開始連載。台灣地区由長鴻出版社出版，譯為《企業傭兵》；香港地区由玉皇朝旗下的JD Comics出版，譯為《黑礁》。
本作进行过动画改编，電視動畫版第1季、第2季在2006年4月8日到12月18日期間於日本播放，全24話；第3季改為OVA版動畫，全5卷。

## 劇情簡介
讲述冈岛绿郎，本来是一位普通的日本公司职员，在一次運送公司違法資料的途中被綁票，期間向公司求助時被公司抛弃后在一个名为Black Lagoon商會的佣兵船队里做见习水手的故事。故事的地点设在一个虚构的泰国海滨城市——罗阿那普拉（Roanapur）。Black Lagoon商會的雇主多为聚集在罗阿那普拉的各个黑帮势力，任务一般是在海上运送各种各样的“货物”或协助别人逃跑。Black Lagoon商會主要的运输工具是一艘配备鱼雷的海上快艇。
本作包含大量对暴力和犯罪的描述，同時亦加插了些許黑色幽默。從故事的背景設定以至角色和其對白都可以看出作者對科恩兄弟和昆廷·塔伦蒂诺等導演，與及暴力美学的致敬。同時基於作者對槍械的濃厚興趣，在BLACK LAGOON里出现的各种武器和运输工具大部份都在现实中存在的。而在动画中对武器的描写也非常细腻，因此BLACK LAGOON無論是漫畫抑或動畫均受一部份軍事、槍械迷愛戴。

## 登場人物

### Black Lagoon商會
洛克（Rock，聲：浪川大輔）
原名岡島綠郎，深藍色短髮為其特徵，為人正直，內心善良。
故事開始時為日本旭日重工的物料供應部門職員，後在運送公司機密光碟時被Black Lagoon商會綁架。公司的社長為了不洩漏公司秘密而決定拋棄洛克，打算將Black Lagoon商會和洛克一起消滅，未能成功，於是洛克決定放棄原有的生活加入Black Lagoon商會，在加入商會前過的完全是普通人的生活。
在Black Lagoon商會裡，洛克主要負責精算、談判和雜務。此外，洛克還精通地理和多種語言；偶爾還會提供跌破人眼鏡的好主意。隨著劇情發展，對黑白的價值觀開始有所轉變，也对势力之间的火拼习以为常，开始享受这样的刺激生活。
蕾葳（Revy，聲：豐口惠）
華裔美國人，本名為蕾貝卡，有著酒紅色頭髮與金色雙眼，右肩膀有刺青。
擅長使用雙槍攻擊，有「雙槍俠」（Two-Hand）的外號，主武器是兩把加長型的銀色貝瑞塔 M92FS Inox半自動手槍，萊薇將它们命名為Sword Cutlass。
她在紐約貧民區長大，是美籍华人。時常為了生存而偷盜殺人，為前科纍纍的重刑通緝犯，後來為船長達奇所救成了他的搭檔。
個性為武力至上主義者以及投機主義份子，認為一切都可以用暴力與金錢解決。與洛克相遇後才漸漸軟化似乎還對洛克有好感；自己雖然已經像再也染不白的布，但是卻非常在意洛克價值觀上的改變，或許她希望正直又天真的洛克到最後不要變得跟他們一樣。
達奇（Dutch，聲：磯部勉）
Black Lagoon商會的會長兼船長，習慣抽美國精神牌香菸，他是Black Lagoon商會的核心，是個讓人感到可靠的領導人。
擁有冷靜的頭腦而且善於近身格鬥，主要武器是Swith & Wesson M629左輪手槍和雷明登870霰彈槍。
自稱參加過越南戰爭，並於河川哨戒部隊TF-116服役。但是在獵犬篇中與NSA的前越戰老兵對談的過程中被點破越戰的經歷全是偽造，實際上出身于法國外籍兵團。
貝尼（Benny，聲：平田廣明）
美國猶太人，原為佛羅里達一所大學的學生，由於玩弄駭客技術過火，同時被FBI和黑手黨通緝。
其後被蕾葳所救，於是加入Black Lagoon商會。貝尼負責所有電子設備的操作與調整，是團隊裡的黑客專家。
偽鈔事件結束後和珍開始交往。

### 羅阿那普拉黑幫勢力
巴拉萊卡（Balalaika，聲：小山茉美）
名字字義为俄罗斯三弦琴，是俄羅斯黑手党在罗阿那普拉分支的头目。
在加入黑手党之前曾是苏联空降軍上尉，参加过阿富汗战争。在苏联解体后被剥夺军职，加上负债，决定加入黑手党莫斯科大飯店，很多当年在阿富汗战争时追随她的部下也随之加入。因此，她手下的部隊不是一般由恶棍流氓组成的黑帮，而是一支训练有素的军队。
巴拉萊卡平时身穿西装並披上军服，抽雪茄，部下们称她为大尉，拉薇则称她为大姐大。她的右侧脸部和颈部有烧伤留下的疤痕，隨身攜帶的武器是斯捷奇金APS自動手槍。
巴拉萊卡与Black Lagoon商会关系友好，她经常雇佣Black Lagoon商会来运送货物。达奇认为巴拉萊卡有作为军人的荣誉感，而且巴拉萊卡是在罗阿那普拉少数几个得到蕾葳尊敬的人之一。
在動畫版SP特典6 曾經出現少女時期的巴拉萊卡，當時的她將金色長髮綁成雙馬尾，有著明亮的碧色雙眼，臉上還沒有燒傷的痕跡，但個性還是很目中無人。
包里斯（Boris，聲：楠大典）
巴拉萊卡的忠心追随者和得力助手。他同巴卡萊拉一样随苏联红军参加过阿富汗战争，直至現在依然被巴拉萊卡按退伍前軍階以军曹（即中士）稱呼。特征是一条从右额头延伸到左脸的刀疤。
在動畫版SP特典6 曾經出現年輕時期（16歲）的包里斯，當時的他是個留著褐色短髮，碧色雙眼，面貌斯文的少年。
張維新（Bai Ji-Shin Chang，聲：森川智之）
通稱為張先生，綽號為「白扇」（香港三合會裡位階排行第三之意），不過他不喜歡這個稱呼。
他過去曾在警界服務，現在則是羅阿那普拉三合會分部的老大，造型上明顯為以電影英雄本色裡的周潤發為藍本的角色。
雖然為溫和派，但是卻有相當驚人的戰鬥力，喜歡用的武器是兩把刻有青龍的貝瑞塔M76手槍，名为“天帝双龙”；此外也曾使用兩把AMT Hardballer Longslide。曾有用雙槍在恐怖份子裡殺出重圍的紀錄。
阿布雷戈（Abrego，聲：江川央生）
哥倫比亞黑手黨「馬尼薩雷拉集團」泰國分部的首領，仗著有哥倫比亞革命軍撐腰，在羅阿那普拉與莫斯科大飯店對抗，但後來因綁架加西亞，招來羅貝爾塔的攻擊後，勢力大為縮減而休戰。

### 暴力教會
艾妲（Eda，聲：唐澤潤）
暴力教會的金髮修女，也是尤蘭妲的保鏢，很少把墨鏡拿下來過，平日作風粗曠，在槍法上卻不輸給蕾葳，使用武器為格洛克17L手槍。
真實身分為美國中情局一員，負責將亞洲不安定地區誘導至符合美國利益的狀態。
在動畫版SP特典6 曾出現17歲的艾妲，當時的她還是學校啦啦隊的成員。
尤蘭妲（Yolanda，聲：竹口安芸子、佐佐木優子（29歲））
暴力教會的負責人，是一名上年紀的獨眼修女，外表和善卻內心深沉，使用黃金裝飾的沙漠之鷹。
對於信仰與生意之間的平衡自有一套看法，偶而也會鑽一些漏洞，是老謀深算的角色。喜歡紅茶，知道艾妲的底細，與美國國家安全局似乎有關係。
在動畫版SP特典6 曾經出現年輕時期的尤蘭妲，當時的她是個留著金短髮，健全的碧色雙眼，身材性感的美女。
李卡德（Ricardo，聲：柿原徹也）
暴力教會的實習神父，外表像是南美人的和善青年。總是稱呼艾妲為大姐，武器為M60通用機槍。

### 羅阿那普拉其他居民
保（Bao，聲：齋藤志郎）
Yellow Flag現任店主。其名由于在漫画中使用片假名拼写，在中文版里便常被音译为“保罗”、“巴奥”等等。但作为越南人，他的真实姓氏其实应该是越南汉姓“保”。保在越戰期間於南越軍中服役，目前經營的酒吧Yellow Flag是在1978年與夥伴所創設的，開店以來Yellow Flag曾經全毀7次、半毀15次（大部分都和BLACK LAGOON有關），和BLACK LAGOON的交情不錯。
每次店內發生槍戰時，都可以看到他拿著一把雷明登1100霰彈槍在防衛酒吧。
瓦特沙普（Watsup，聲：塚田正昭）
泰國警察局羅阿那普拉署長。收受黑礁商會與當地黑幫勢力賄賂的腐敗警察，平時除了正大光明的械鬥事件，其他私底下的犯罪一概放任。
仙華（Shenhua，聲：佐佐木優子）
三合會雇用的女殺手以及逃亡專家，信奉道教，來自台灣，英語由於帶有口音常被蕾葳調侃。名字由于翻译关系有“申华”“仙鹤”“申花”等版本。
武器是綁在大腿皮帶上的廓爾喀刀雙刀；她的格鬥技巧與她的口音有天南地北的差別；近距離交戰時甚至可以跟雙槍的蕾薇不相上下，其刀法可以在一瞬間內砍斷對手的軀幹。仙華不信任槍枝，她認為刀子以及肉體才是不會消耗的武器。
雖然被三合會所雇用，但還是在不妨礙三合會的利益下自由接案，目前與「巫師」羅頓及「鏈鋸手」索亞組隊接案。
「鏈鋸手」芙蕾德莉卡・索亞（Sawyer the Cleaner/Frederica Sawyer，聲：矢口麻美）
羅阿那普拉裡擔任善後處理以及清道夫的英國女子。平日穿著大白袍的她經常受託負責處理組織的背叛者或是死者，將他們用電鋸大卸八塊處理掉，之後再將器官販賣至黑市牟利。性格陰沉，有戀屍僻，行動低調。
在美國黑幫追捕珍的過程中也參加了殺手軍團的活動，手持電鋸追殺洛克等人，參加的目的似乎只是想表現自我，她的聲帶曾經遭到切除，因此都是用人工聲帶以及麥克風發言（在麥克風遺失之後失去戰意），參考人物是德州電鋸殺人狂裡的皮面殺手。
在偽鈔事件後，現在跟羅頓及香華組成三人組。
「巫師」羅頓（Lotton the Wizard，聲：杉田智和）
美國黑幫雇用的殺手軍團的其中一人，自稱「巫師」，主要武器是兩把毛瑟C96 M712手槍，他相當偏好帥氣的誇張出場方式，結果在與蕾葳等人對峙時因為這個弱點瞬間被擊落（事後蕾葳完全不記得他的存在）。基本上是帶有喜感的諷刺角色，後來因為防彈衣大難不死，還救了仙華以及鏈鋸手，三人組成搭檔。
羅頓的戰力至今仍然不明，在漫畫裡沒有開過一槍，就因為破綻太多的誇張動作而被瞬間撂倒。相對於攻擊力更重視防禦力，身上有許多隱藏式的防護裝備，連在羅貝爾特的攻擊裡也能全身而退。
羅汪（聲：相澤正輝）

### 「Rasta Blasta」登場人物
羅貝爾塔（Roberta，聲：富澤美智惠）
堪稱是莱薇他們目前為止遇過最強的恐怖對手，她一向以戴眼鏡的傳統女僕形象現身，但是身上卻攜帶可以毀滅一整座大樓的火力，從手榴彈到穿甲彈不等。她為了追擊對手可以不計任何代價，包含自己的生命在內，只為了緊咬住對方不放。被洛克稱為「來自未來的殺手機器人」，而她超乎常人的運動能力以及耐力似乎也有參考電影「魔鬼終結者2」。
本名為羅薩莉塔·琪斯聶蘿絲，原來是哥倫比亞革命軍的恐怖份子「佛羅倫夏獵犬」，但因不齒革命軍為了擴張勢力與馬尼薩雷拉聯手，脫離組織後為洛夫雷斯家族的男主人迪亞哥所救，自此誓死保護這家人的安全。在家族繼承人加西亞遭到黑幫綁架後，一路追查下落來到羅阿那普拉，追殺負責送貨的Black Lagoon商會。最後在巴拉萊卡的「調停」下奪回目標，與蕾葳一對一幹架時將蕾葳打昏之後揚長而去。
在迪亞哥被殺後，她為了復仇，再次回到了羅阿那普拉，對策劃暗殺事件的美國特種部隊復仇。由於憤怒加上用藥過度，她已經陷入了接近猛獸的瘋狂狀態，對於所有擋路者幾乎是殺無赦，變的更難對付，最後在受重傷後（失去一隻手和一條腿）與加西亞回到家鄉。
加西亞·費南多·洛夫雷斯（Garcia Fernando Lovelace，聲：伊倉一惠）
洛夫雷斯家族繼承人，被馬尼薩雷拉委託的Black Lagoon商會綁架。
迪亞哥·荷謝·聖費南多·洛夫雷斯（Diego Jose San Fernando Lovelace，聲：大林隆介）
洛夫雷斯家族當主，本是富有的南美十三家族之一，但衰落後便以經營農場為生。因家族土地產有稀土元素鎦，而屢遭意欲強購的馬尼薩雷拉騷擾，甚至連獨子加西亞都被綁走，事件最後以羅貝爾塔大鬧黑幫，救走加西亞作結，馬尼薩雷拉在委內瑞拉的基地也因此被抄。

### 「Das Wieder Erstehen Des Adlers」登場人物
拉其曼（Ratchman，聲：仲木隆司）
國家社會主義白人團結黨首領。受阿佛烈的委託打撈畫作【布倫希爾德引導的十二名騎士】，以獲取黨團進入美國政壇的機會，因而與接受同一委託的Black Lagoon商會爆發衝突。最後由於拿到畫作後鬆懈防備，被蕾葳與達奇僅兩人夜襲，便全軍覆沒而敗亡。
布里茲·史丹佛（Fritz Stanford，聲：西嶋陽一）
國家社會主義白人團結黨的副官，是個粗壯的大塊頭，他偏愛的武器是特製的「超級鐵血帝國特製手槍」，結果因為過於炫耀自己的愛槍而被蕾葳一槍射殺，是故事裡最快死亡的搞笑角色。
阿佛烈（Alfred，聲：松岡文雄）
ODESSA創始人之一，為本篇幕後黑手。前納粹親衛隊成員，曾於二戰末期與數名同僚將記有秘密資金帳號的檔案藏於四份畫作中逃往西班牙國，以圖納粹的東山再起。為保險起見，刻意同時委託拉其曼與達奇打撈畫作。在得知拉其曼敗北後，不吝稱讚身為黑人的達奇，同時稱如果達奇是白人的話，他將贈與其鐵十字勳章，並唾棄拉其曼竟輸給低劣人種，隨即拋棄了他。

### 「Bloodsport Fairy tale」登場人物
漢賽爾與葛麗特（Hänsel and Gretel，聲：南央美／金田朋子）
羅馬尼亞籍的雙胞胎殺手，以「糖果屋」童話裡的兄妹命名，外表看似天真無邪，但其實骨子裡是兇殘冷血的殺人魔，相信吸血鬼的傳說，認為殺人可以為自己帶來不朽，由於兩人以「哥哥」、「姊姊」相稱，而且常常交換身分，因此難以分辨。參考人物是街機遊戲「戰狐」（The Outfoxies）裡的雙胞胎殺手，在漫畫中首次出場時哼著電影「鬼店」裡的插曲「Midnight, the Stars and You」。
兩人有著相當悲慘以及黑暗的過往，羅馬尼亞政權動盪時，他們以孤兒的身分被賣到地下色情電影界拍攝變態虐殺電影（Snuff Film），雖然僥倖存活，卻被調教成了病態的殺人狂。
他們的殺人模式主要是以白朗寧M1918A3 自動步槍與斧頭屠殺目標以及所有攻擊範圍內的活動生物，甚至以虐殺的方式折磨俘虜。
原本為培洛基歐家族僱用暗殺巴拉莱卡，沒想到反而先把培洛基歐一家全部剷除，最後葛麗特被莫斯科大飯店的狙擊手狙殺，而漢賽爾則尋求Black Lagoon商會逃亡，但Black Lagoon商會將其送至逃亡地點後，原先負責接應之人已被莫斯科大飯店收買，從背後將漢塞爾槍殺，頭部中彈仰面而亡。
培洛基歐（Verrocchio，聲：銀河萬丈）
西西里島黑手黨（Cosa Nostra）分支培洛基歐家族的首領，被家鄉的總部派往羅阿那普拉成立分部，由於無法在當地佔據有利地位而被高層施壓，因此秘密雇用漢賽爾與葛麗特企圖除掉巴拉萊卡，卻不料雙胞胎毫無節制的大開殺戒，引來所有黑幫勢力的注意。其後在與手下爭論是否將雙胞胎滅口時遭兩人背叛，連同整個家族被剷除。死後總部派羅尼繼任他的位置。

### 「Goat, Jihad, Rock'N Roll」登場人物
伊卜拉哈（Ibraha，聲：山口健）
黎巴嫩真主黨旗下武裝組織指揮官，因長子於1987年被以色列士兵殺害，因此對以色列及其盟國懷恨在心。其策畫兩年的連環恐怖攻擊計畫遭三合會截獲又拒絕贖回，為避免計畫落入CIA手中，於是聯絡了阿布沙耶夫等同盟追殺張先生，以及運送文件的Black Lagoon商會。後一路追至巴西蘭島時，不顧洛克等人已逃進美軍基地，魯莽地下令全軍衝入而與竹中發生爭執，最終被其槍殺。
竹中正洋（Masahiro Takenaka，聲：佐佐木勝彥）
伊卜拉哈身邊的參謀官，東京都足立區出身的日本人，曾在1960年代加入赤軍派，後來組織雖然沒落，卻因為無法放下視為生命意義的革命理想而流亡海外，至今仍是遭日本警方通緝的國際要犯。待人溫和，但是卻有相當冷酷的意志力以及冷靜的判斷力。
巴西蘭島的火拼中一度劫走洛克，由於對同為日本人他有一絲同情，便試圖談話說服他配合，但兩人理念始終無法相合只得放棄。在洛克被蕾葳與仙華救走之後，為避免戰友全軍覆沒而槍殺伊卜拉哈，放棄了計畫。
雷嘉吉（Leigharch，聲：大森章督）
與仙華搭檔的運送專家，愛爾蘭人，有重度藥癮。受三合會委託在巴西蘭島護送洛克與蕾葳至CIA的約定地點，但卻在途中無視場合吸食白粉，產生幻覺後導致路程更加混亂。在「Greenback Jane」篇中已因藥物中毒而送醫。

### 「Fujiyama Gangsta Paradise」登場人物
鷲峰雪緒（Yukio Washimine，聲：桑島法子）
前鷲峰組老大的獨生女，是個帶著眼鏡的文藝女高中生。
本來絕不插手組織的事務，但在老大板東被殺害後，為了解救陷入危難的組織而繼承老大的位置。
在銀次與蕾葳決戰戰死後，追隨死去的銀次而自殺。
漫畫和動畫參與決戰時的穿著不同，漫畫為和服而動畫則只是普通的高中水手服。
洛克則在經過此事後，將她的照片攜帶在身邊作為紀念。
松崎銀次（Ginji Matsuzaki，聲：梁田清之）
綽號「斬人銀次」，是使附近黑幫聞風喪膽的人物。
受雪緒的父親照顧良多，在鷲峰老大死後，覺得組織失去了「仁義」，因而退出江湖，在廟會中擺面具攤位度日。
十分照顧雪緒，希望她可以得到正常人的幸福，即使要為此犧牲自己的性命。
使用的武器是無護手盤的浪人武士刀，擁有可以用刀斬斷子彈的恐怖動態視力。
在與蕾葳的決戰中不幸戰死在她的槍下。
坂東次男（Tsugio Bando，聲：西村知道）
鷲峰老大死後，由他接任代理組長此職。
為了要使被香砂會逼到絕路的組織能生存下去，販賣毒品和女人的生意都作。
後來為了壓制香砂會，而將Balalaika等人請至日本，但並未認清Balalaika的黑暗面，當他發現時已經為時已晚。最後他決定豁出性命與巴拉萊卡決鬥，但在單挑對決中被巴拉萊卡徒手扭斷頸部而死。
吉田（Yoshida，聲：三宅健太）
坂東的手下。
在雪緒出面繼承老大位置時，對組員們精神喊話的角色。
十分的重情義，不過最後死在查卡的手中。
查卡（Chaka，聲：高木涉）
鷲峰組的中層幹部，喜歡帶著大口徑的魯格黑鷹左輪手槍。
自以為是神槍手，而想與萊薇對決。後來與暴走族結盟，綁架雪緒，為的是在之後投靠香砂會或莫斯科大飯店，撈點油水。
最後被銀次斬斷手臂，丟進泳池溺死。
香砂政巳（kousa masami，聲：田中正彥）
香砂會的會長，在哥哥死後接任此職，並開始打壓鷲峰組。
兩角（morozumi，聲：中田雅之）
香砂會組長的保鏢，在與Balalaika交涉破裂後被殺害。

### 「Greenback Jane」登場人物
珍妮特‧拜伊（Janet Bhai，聲：長澤美樹）
印度籍的女性電腦工程師以及偽鈔製作者，由於交貨日期延宕，跟貓王發生衝突而攜版模逃亡，結果在羅阿那普拉遭到貓王雇用的賞金獵人大隊追殺，逃到暴力教會後，在艾達的設計下投靠Black Lagoon商會。
對偽鈔有著近乎於藝術家的執著，但是平時只是一個單純的聒噪女孩，她對同為電腦怪傑的貝尼有濃厚的好感。
事件結束後和貝尼開始交往並互相往來。
「貓王」艾爾密斯（Elvis，聲：辻親八）
美國佛羅里達黑幫老大，為了追殺偽鈔製作師珍，而經由當地黑幫舊識羅伯斯（ロボス，聲：鈴木清信）的引導下來到羅阿那普拉。秉持美國式的粗魯原則行事，他跟羅素的「有槍就是老大」哲學導致他在暴力教會遇到毀滅性的反擊而重傷住院。篇末從艾妲與羅素的對話可知，羅伯斯為避免貓王招致進一步混亂而將他滅口。
「牛仔」羅素（"Groovy Guy" Russell，聲：寺杣昌紀）
美國佛羅里達黑幫的打手，貓王的精英部下，一向以牛仔打扮現身，貓王住院後由於對羅伯斯失去信任，遂將追擊珍的任務轉交給他。對於暴力教會與Black Lagoon商會極度輕視的他，在黃色旗幟召集仙華等各路殺手，卻只給一人一千美元的報酬就想頤指氣使而遭到眾人無視，當他們見到交戰對手有蕾葳和艾妲時，仙華還強迫羅素加價到三萬美元。在殺手軍團死傷慘重後，獨自闖入礁湖號船艙，卻最終敗給艾妲，並由於認出了她的底細而慘遭滅口。
克勞德・「火炬」・韋伯（Claude "Torch" Weaver，聲：西嶋陽一）
美國黑幫雇用的殺手軍團成員，自稱「火炬」，是名相當病態的縱火狂，曾經以火焰槍將自己的妻子燒成焦炭。手持M2火焰喷射器作為主要武器，對他來說獎金只是其次，聞到對手血肉燃燒的味道才是一大樂事。其在Black Lagoon商會的船塢亂放火，反而一度妨礙隊友追擊，後登船與蕾葳決鬥中不慎被打中管線而被炸成碎片。

### 「El Baile de la muerte」登場人物
法碧歐拉・伊格雷西亞斯（Fabiola Iglesias，聲：雪野五月）
洛夫雷斯家族裡除了羅貝爾特之外唯一有戰鬥技能的女僕，作為加西亞的保鑣前去與Black Lagoon商會見面，由於女僕的裝扮酷似羅貝爾特，出現在Yellow Flag酒吧時曾引起所有人的誤會而導致一陣恐慌，雖然後來被認出並不是羅貝爾特，但仍然和酒吧內的哥倫比亞黑幫發生衝突（起因是法貝拉用鞋子後方的刺踢破其中一個人的睪丸），導致保的Yellow Flag酒吧第7次全毀。
個子明顯較羅貝爾特矮小很多，與他人談話的態度也沒她冷淡。好戰程度遠低於羅貝爾特，主要武器是藏在袖子裡的兩把MAG-7泵動式霰彈槍和槍杔可以折疊的中國湖泵動式榴彈發射器。
尚恩・J・卡特斯頓（Shane Caxton，聲：小川真司）
美國陸軍受NSA指揮的特種部隊「灰狐」指揮官，軍階少校，參加過越戰，對弱者有同情心，是個受部下信賴與尊敬的人。
過去在南美執行機密任務時，誤殺了洛夫雷斯家族的男主人，而成為了羅貝爾特頭號刺殺目標。
受到命令而率領特種部隊前往羅阿那普拉調查事件。
雷蒙德・麥克道格（Raymond McDougall，聲：福田信昭）
美國陸軍特種部隊「灰狐」的副指揮官，與尚恩為自越戰至今的老戰友。

### 「The Wired Red Wild Card」登場人物
馮亦菲（Feng Yifei/Li Xinlin）
本名李欣林。出身於湖北省神農架，是位戴眼鏡的年輕女性。
中國人民解放軍總參謀部第三部（技術偵察部）的五級士官。

## 世界觀設定

### Black Lagoon商會
羅阿那普拉當中小有名氣的運輸業者，與大部分組織的關係良好，目前成員只有四個人，主要的受雇工作內容大多都是以運輸軍火和竊取重要文件等非法物品運輸業務為主。

### 莫斯科大飯店
俄罗斯黑手党，為罗阿那普拉众多黑帮中最强的势力之一。，在罗阿那普拉的分枝由巴拉萊卡带领，成员大多为前苏联武装力量出身。

### 三合會（香港黑幫三合會羅阿那普拉分部）
在羅阿那普拉擔任調停以及聯繫各幫派的和事佬角色，與莫斯科旅館和Black Lagoon商會的關係良好。

### 暴力教會
當地的一家教堂，由神職機構以及慈善事業的掩護下進行軍火走私以及毒品販賣，為故事中當地最大且唯一被其他黑幫所同意下經營的軍火供應商，所有神職人員都一律配帶武器，此處為中立地帶，任何擅自以武力攻擊此處者都會遭受毀滅性的反擊。

### 裴洛基歐家族
羅曼阿普拉的義大利黑幫，由於無法在當地佔據有利地位而被祖國的總部施壓，原本打算以漢賽爾與葛麗特打亂平衡，趁機占有一席之地，但計畫失敗後打算將雙胞胎滅口，卻反被漢賽爾與葛麗特全部剷除。

### 國家社會主義白人團結黨
美國的少數派激進政黨，信奉納粹主義，企圖建立新納粹的勢力，成員們皆穿著納粹衝鋒隊的隊服。

### 鷲峰組
日本東京的黑道組織。

### 香砂會
和鷲峰組同為加盟和平會的黑幫。

### 真主黨
存在於現實的伊斯蘭教恐怖組織，為黎巴嫩的主流黨派之一，立場上與以色列敵對，較為同情巴勒斯坦，因此多次與以色列隔空交火，甚至支持對以色列進行恐怖攻擊的巴勒斯坦解放組織（PLO），令臨近的沙烏地阿拉伯和約旦敵視。

## 出版書籍

### 單行本
| 集數 | 小學館         | 小學館                 | 長鴻出版社     | 長鴻出版社           |
| 集數 | 發售日期       | ISBN                   | 發售日期       | EAN                  |
| ---- | -------------- | ---------------------- | -------------- | -------------------- |
| 1    | 2002年12月12日 | ISBN 4-09-157201-4     | 2004年1月16日  | EAN 471-0765-18143-7 |
| 2    | 2003年7月19日  | ISBN 4-09-157202-2     | 2005年5月23日  | EAN 471-0765-19484-0 |
| 3    | 2004年4月19日  | ISBN 4-09-157203-0     | 2006年6月5日   | EAN 471-0765-20411-2 |
| 4    | 2005年7月19日  | ISBN 4-09-157204-9     | 2006年7月18日  | EAN 471-0765-20482-2 |
| 5    | 2006年3月17日  | ISBN 4-09-157020-8     | 2007年1月11日  | EAN 471-0765-21041-0 |
| 6    | 2006年11月17日 | ISBN 4-09-157075-5     | 2007年9月11日  | EAN 471-0765-21738-9 |
| 7    | 2007年10月19日 | ISBN 978-4-09-157113-7 | 2008年5月19日  | EAN 471-2805-82348-2 |
| 8    | 2008年7月18日  | ISBN 978-4-09-157140-3 | 2009年3月12日  | EAN 471-1552-44120-8 |
| 9    | 2009年10月19日 | ISBN 978-4-09-157189-2 | 2010年10月11日 | EAN 471-3469-35478-7 |
| 10   | 2014年5月19日  | ISBN 978-4-09-157375-9 | 2016年5月12日  | EAN 471-5409-87633-5 |
| 11   | 2018年11月24日 | ISBN 978-4-09-157551-7 | 2019年11月27日 | EAN 471-3006-54235-6 |
| 12   | 2021年8月19日  | ISBN 978-4-09-157646-0 | 2022年4月22日  | EAN                  |
| 13   | 2023年12月19日 | ISBN 978-4-09-157790-0 |                |                      |

### 外傳、原畫集
| 書名                                                  | 小學館        | 小學館                 |
| 書名                                                  | 發售日期      | ISBN                   |
| ----------------------------------------------------- | ------------- | ---------------------- |
| Black Lagoon Back to Business                         | 2017年4月10日 | ISBN 978-4-09-157482-4 |
| Black Lagoon ロベルタ編/1                             | 2014年5月16日 | ISBN 978-4-09-157381-0 |
| Black Lagoon ロベルタ編/2                             | 2014年5月16日 | ISBN 978-4-09-157382-7 |
| 原畫集 Barrage Rei Hiroe Artworks                     | 2007年1月29日 | ISBN 978-4-09-199890-3 |
| 企業傭兵第10卷限定版 （附贈廣江禮威美術集＋浴室海報） | 2014年5月16日 | ISBN 978-4-09-941831-1 |

### 小說
著：虚淵玄／原作、插畫：廣江禮威（GAGAGA文庫）
| 冊數 | 標題                     | 小學館        | 小學館                 |
| 冊數 | 標題                     | 發售日期      | ISBN                   |
| ---- | ------------------------ | ------------- | ---------------------- |
| 1    | Shaitane Birdie 惡魔之風 | 2008年7月18日 | ISBN 978-4-09-451079-9 |
| 2    | 罪孽深重魔術師的哀歌     | 2011年1月18日 | ISBN 978-4-09-451249-6 |

## 電視動畫
由漫画改编的动画共有两季，每季12集。第一季是从第1集到12集，第二季从第13集到24集。

### 製作團隊
- 原作 - 広江礼威
- 監督、系列構成、腳本 - 片渕須直
- 輔助監督 - 川村賢一
- 人物設計、總作畫監督 - 筱雅律
- 機械設計、道具設計- 木村雅広
- 美術監督 - 金子英俊
- 色彩設計 - 角本百合子
- 撮影監督 - 増元由紀大
- 編集 - 木村佳史子
- 音楽 - EDISON
- 音響監督 - 本田保則
- 執行製作人 - 都築伸一郎、丸田順悟、後藤秀樹
- 動畫製作人 - 松尾亮一郎
- 製作人 - 西村潤、小倉充俊、岡本順哉
- 動畫製作 - MADHOUSE
- 製作 - BLACK LAGOON製作委員会（環球娛樂、小学館、GENEON ENTERTAINMENT (USA) INC.）

### 主題曲
片頭曲「Red fraction」
作詞 - MELL / 作曲・編曲 - 高瀬一矢 / 歌 - MELL
片尾曲
「Don't Look Behind」（#15、#24以外）
作曲・演奏 - EDISON
「The World of midnight」（#15）
作詞・作曲・歌 - Minako "mooki" Obata
「Peach Headz Addiction」（#24）
作詞・作編曲・演奏 - breath frequency

### 各話列表
| 話數                            | 標題                              | 分鏡              | 演出                      | 作畫監督                                                                                                | 原作話數                       | 播放日期      |
| BLACK LAGOON                    | BLACK LAGOON                      | BLACK LAGOON      | BLACK LAGOON              | BLACK LAGOON                                                                                            | BLACK LAGOON                   | BLACK LAGOON  |
| ------------------------------- | --------------------------------- | ----------------- | ------------------------- | --- | ------------------------------ | ------------- |
| #1                              | The Black Lagoon                  | 西村聡            | 川村賢一                  | 菅野利之                                                                                                | Black Lagoon                   | 2006年 4月8日 |
| #2                              | Mangrove Heaven                   | 川村賢一          | 川村賢一                  | 加藤泰久                                                                                                | Black Lagoon                   | 4月15日       |
| #3                              | Ring-Ding Ship Chase              | 片渕須直          | 片渕須直 荒木哲郎         | Cindy. H. YAMAUCHI                                                                                      | Chase for ring-ding ships      | 4月22日       |
| #4                              | Die Rückkehr des Adlers           | 片渕須直          | 室井ふみえ                | 室井ふみえ                                                                                              | Das Wieder Erstehen Des Adlers | 4月29日       |
| #5                              | Eagle Hunting and Hunting Eagles  | 片渕須直          | 香月邦夫                  | 奥田佳子                                                                                                | Das Wieder Erstehen Des Adlers | 5月6日        |
| #6                              | Moonlit Hunting Grounds           | そえたかずひろ    | 川村賢一                  | 立石聖、木村雅広 香月邦夫、室井ふみえ 日向正樹、そえたかずひろ 井上英紀                                 | Das Wieder Erstehen Des Adlers | 5月13日       |
| #7                              | Calm Down, Two Men                | 駒井一也 片渕須直 | 川村賢一 まつもとよしひさ | 渡辺章                                                                                                  | Calm Down, Two Men             | 5月20日       |
| #8                              | Rasta Blasta                      | 荒木哲郎          | 荒木哲郎                  | 井上英紀                                                                                                | Rasta Blasta                   | 5月27日       |
| #9                              | Maid to Kill                      | 荒木哲郎          | 荒木哲郎                  | 井上英紀                                                                                                | Rasta Blasta                   | 6月3日        |
| #10                             | The Unstoppable Chambermaid       | 荒木哲郎          | 荒木哲郎                  | 日向正樹                                                                                                | Rasta Blasta                   | 6月10日       |
| #11                             | Lock'n Load Revolution            | 川村賢一          | 川村賢一                  | 朝来昭子 そえたかずひろ（動作）                                                                         | Goat, Jihad, Rock'N Roll       | 6月17日       |
| #12                             | Guerrillas in the Jungle          | 荒木哲郎          | 濁川敦                    | 日向正樹 そえたかずひろ（動作）                                                                         | Goat, Jihad, Rock'N Roll       | 6月24日       |
| BLACK LAGOON The Second Barrage |                                   |                   |                           | |                                |               |
| #13                             | The Vampire Twins Comen           | 片渕須直          | 下田久人                  | 渡辺純子                                                                                                | Bloodsport Fairytale           | 10月2日       |
| #14                             | Bloodsport Fairytale              | 片渕須直          | 吉本毅                    | 井上英紀 そえたかずひろ（動作）                                                                         | Bloodsport Fairytale           | 10月9日       |
| #15                             | Swan Song at Dawn                 | 片渕須直          | 室井ふみえ                | 柳伸亮 そえたかずひろ（動作）                                                                           | Bloodsport Fairytale           | 10月16日      |
| #16                             | Greenback Jane                    | 中村亮介 片渕須直 | 川村賢一                  | Kim. Ki Doo                                                                                             | Greenback Jane                 | 10月23日      |
| #17                             | The Roanapur Freakshow Circus     | 片渕須直          | 鈴木孝典                  | 阿部望 そえたかずひろ（動作）                                                                           | Greenback Jane                 | 10月30日      |
| #18                             | Mr. Benny's Good Fortune          | 片渕須直          | 下田久人 金澤洪充         | 日向正樹 そえたかずひろ（動作）                                                                         | Greenback Jane                 | 11月6日       |
| #19                             | Fujiyama Gangsta Paradise         | 片渕須直          | 岡本英樹 川村賢一         | 立石聖、日向正樹 そえたかずひろ（動作）                                                                 | Fujiyama Gangsta Paradise      | 11月13日      |
| #20                             | The Succession                    | 平木耕一郎        | 川村賢一                  | 日向正樹 そえたかずひろ（動作）                                                                         | Fujiyama Gangsta Paradise      | 11月20日      |
| #21                             | Two Father's Little Soldier Girls | 香月邦夫 片渕須直 | 香月邦夫                  | 斎藤和也、日向正樹 そえたかずひろ（動作）                                                               | Fujiyama Gangsta Paradise      | 11月27日      |
| #22                             | The Dark Tower                    | 阿保孝雄          | 阿保孝雄                  | 井上英紀                                                                                                | Fujiyama Gangsta Paradise      | 12月4日       |
| #23                             | Snow White's Payback              | 片渕須直          | 片渕須直                  | 今村大樹、森田岳士 森前和也 そえたかずひろ（動作）                                                      | Fujiyama Gangsta Paradise      | 12月11日      |
| #24                             | The Gunslingers                   | 片渕須直          | 片渕須直                  | 日向正樹、朝来昭子 室井ふみえ、奥田佳子 浦谷千恵、井上英紀 筱雅律 そえたかずひろ、香月邦夫 （動作特效） | Fujiyama Gangsta Paradise      | 12月18日      |

### 播放電視台
| 播放地區   | 播放電視台   | 播放日期                  | 播放時間                 | 聯播網         | 備註         |
| 第1期      | 第1期        | 第1期                     | 第1期                    | 第1期          | 第1期        |
| ---------- | ------------ | ------------------------- | ------------------------ | -------------- | ------------ |
| 千葉縣     | 千葉電視台   | 2006年4月9日 - 6月25日    | 星期日 2:35 - 3:05       | 独立UHF局      |              |
| 東京都     | 東京MX電視台 | 2006年4月9日 - 6月25日    | 星期日 23:30 - 隔天 0:00 | 独立UHF局      | 現：TOKYO MX |
| 京都府     | KBS京都      | 2006年4月12日 - 6月28日   | 星期三 1:30 - 2:00       | 独立UHF局      |              |
| 神奈川縣   | 神奈川電視台 | 2006年4月12日 - 6月28日   | 星期三 1:45 - 2:15       | 独立UHF局      |              |
| 中京廣域圈 | 名古屋電視台 | 2006年4月12日 - 6月28日   | 星期三 3:23 - 3:53       | 朝日電視台系列 |              |
| 長野縣     | 長野朝日放送 | 2006年4月13日 - 6月29日   | 星期四 1:30 - 2:00       | 朝日電視台系列 |              |
| 奈良縣     | 奈良電視台   | 2006年4月13日 - 6月29日   | 星期四 1:40 - 2:10       | 独立UHF局      |              |
| 栃木縣     | 栃木電視台   | 2006年4月14日 - 6月30日   | 星期五 1:50 - 2:20       | 独立UHF局      |              |
| 愛媛縣     | 愛電視台     | 2006年4月14日 - 6月30日   | 星期五 1:55 - 2:25       | TBS系列        |              |
| 群馬縣     | 群馬電視台   | 2006年4月15日 - 7月1日    | 星期六 1:45 - 2:15       | 独立UHF局      |              |
| 埼玉縣     | 埼玉電視台   | 2006年4月15日 - 7月1日    | 星期六 2:00 - 2:30       | 独立UHF局      |              |
| 宮城縣     | 仙台放送     | 2006年4月18日 - 7月4日]]  | 星期二 1:59 - 2:29       | 富士電視台系列 |              |
| 福岡縣     | 九州朝日放送 | 2006年4月18日 - 7月4日]]  | 星期二 2:25 - 2:55       | 朝日電視台系列 |              |
| 長崎縣     | 長崎文化放送 | 2006年4月20日 - 7月6日    | 星期四 2:45 - 3:15       | 朝日電視台系列 |              |
| 石川縣     | 石川電視台   | 2006年4月27日 - 7月13日   | 星期四 1:40 - 2:10       | 富士電視台系列 |              |
| 兵庫縣     | SUN電視台    | 2006年7月7日 - 9月22日    | 星期五 2:05 - 2:35       | 独立UHF局      |              |
| 第2期      |              |                           |                          |                |              |
| 宮城縣     | 仙台放送     | 2006年10月3日 - 12月19日  | 星期二 1:59 - 2:29       | 富士電視台系列 |              |
| 福岡縣     | 九州朝日放送 | 2006年10月3日 - 12月19日  | 星期二 2:25 - 2:55       | 朝日電視台系列 |              |
| 兵庫縣     | SUN電視台    | 2006年10月4日 - 12月20日  | 星期三 1:10 - 1:40       | 独立UHF局      |              |
| 京都府     | KBS京都      | 2006年10月4日 - 12月20日  | 星期三 1:30 - 2:00       | 独立UHF局      |              |
| 神奈川縣   | 神奈川電視台 | 2006年10月4日 - 12月20日  | 星期三 1:45 - 2:15       | 独立UHF局      |              |
| 中京廣域圈 | 名古屋電視台 | 2006年10月4日 - 12月20日  | 星期三 2:43 - 3:13       | 朝日電視台系列 |              |
| 長野縣     | 長野朝日放送 | 2006年10月5日 - 12月21日  | 星期四 1:30 - 2:00       | 朝日電視台系列 |              |
| 奈良縣     | 奈良電視台   | 2006年10月5日 - 12月21日  | 星期四 1:40 - 2:10       | 独立UHF局      |              |
| 石川縣     | 石川電視台   | 2006年10月5日 - 12月21日  | 星期四 2:40 - 3:10       | 富士電視台系列 |              |
| 栃木縣     | 栃木電視台   | 2006年10月6日 - 12月22日  | 星期五 1:35 - 2:05       | 独立UHF局      |              |
| 愛媛縣     | 愛電視台     | 2006年10月6日 - 12月22日  | 星期五 1:55 - 2:25       | TBS系列        |              |
| 群馬縣     | 群馬電視台   | 2006年10月6日 - 12月22日  | 星期五 25:45 - 26:15     | 独立UHF局      |              |
| 埼玉縣     | 埼玉電視台   | 2006年10月8日 - 12月24日  | 星期日 2:00 - 2:30       | 独立UHF局      |              |
| 千葉縣     | 千葉電視台   | 2006年10月8日 - 12月24日  | 星期六 2:05 - 2:35       | 独立UHF局      |              |
| 東京都     | TOKYO MX     | 2006年10月8日 - 12月24日  | 星期日 23:30 - 隔天 0:00 | 独立UHF局      |              |
| 長崎縣     | 長崎文化放送 | 2006年10月12日 - 12月28日 | 星期四 2:45 - 3:15       | 朝日電視台系列 |              |

### 映像特典
於HD Master版發售的第1期&第2期BD內收錄。將原作單行本卷末加筆漫畫加以動畫化、全7話。第8卷收錄第3期預告篇。
| 話數 | 標題                                | 分鏡 / 演出    | 作畫監督                    | 作畫                                                    |
| ---- | ----------------------------------- | -------------- | --------------------------- | ------------------------------------------------------- |
| 1    | BLACK LAGOON 高校編                 | かとうやすひさ | ひなたまさき                | まえだよしひろ                                          |
| 2    | BLACK LAGOON 魔法少女編             | かとうやすひさ | ひなたまさき                | かわいさやか                                            |
| 3    | BLACK LAGOON バラライカの憂鬱       | むろいふみえ   | ひなたまさき                | かわいさやか                                            |
| 4    | BLACK LAGOON 男の子女の子編         | かとうやすひさ | ひなたまさき かとうやすひさ | おおしまひろゆき かわいさやか たまきりえ かとうやすひさ |
| 5    | BLACK LAGOON 納涼 怖い話編          | むろいふみえ   | ひなたまさき                | おおやこうじ たまきりえ                                 |
| 6    | BLACK LAGOON ビバ!ヤング編          | かとうやすひさ | かとうやすひさ              | いまむらたいき たまきりえ かとうやすひさ                |
| 7    | BLACK LAGOON めざせお笑いグランプリ | むろいふみえ   | ひなたまさき                | いまむらたいき ひなたまさき                             |

### DVD・BD
DVD每卷收錄2話。BD&HD Master版每卷收錄3話。發售商：NBC環球娛樂・小学館。
DVD
- 『BLACK LAGOON 001』 2006年7月26日發售
- 『BLACK LAGOON 002』 2006年8月30日發售
- 『BLACK LAGOON 003』 2006年9月27日發售
- 『BLACK LAGOON 004』 2006年10月25日發售
- 『BLACK LAGOON 005』 2006年11月29日發售
- 『BLACK LAGOON 006』 2006年12月27日發售
- 『BLACK LAGOON The Second Barrage 001』 2007年1月31日發售
- 『BLACK LAGOON The Second Barrage 002』 2007年2月28日發售
- 『BLACK LAGOON The Second Barrage 003』 2007年3月28日發售
- 『BLACK LAGOON The Second Barrage 004』 2007年4月25日發售
- 『BLACK LAGOON The Second Barrage 005』 2007年5月30日發售
- 『BLACK LAGOON The Second Barrage 006』 2007年6月27日發售

BD
- 『BLACK LAGOON Blu-ray 001 BLACK LAGOON』 2009年12月23日發售
- 『BLACK LAGOON Blu-ray 002 CIGARETTE KISS』 2009年12月23日發售
- 『BLACK LAGOON Blu-ray 003 ROBERTA』 2010年2月10日發售
- 『BLACK LAGOON Blu-ray 004 PUBLIC ENEMY』 2010年2月10日發售
- 『BLACK LAGOON The Second Barrage Blu-ray 005 TWINS』 2010年2月24日發售
- 『BLACK LAGOON The Second Barrage Blu-ray 006 GREENBACK』 2010年2月24日發售
- 『BLACK LAGOON The Second Barrage Blu-ray 007 TOKYO WAR』 2010年3月25日發售
- 『BLACK LAGOON The Second Barrage Blu-ray 008 TOKYO ABYSS』 2010年3月25日發售

BD-BOX
第1期、第2期、OVA全話收錄
- 『BLACK LAGOON Blu-ray BOX』 2013年6月26日發售
- 『BLACK LAGOON Blu-ray BOX』 特價版 2016年12月21日發售

### CD
- 『BLACK LAGOON ORIGINAL SOUND TRACK』 2006年8月30日發售

## OVA
製作全5集的OVA（動畫第3季），標題定為《Black Lagoon: Roberta's Blood Trail》。2010年7月17日到2011年6月22日進行發售。第1卷收錄時間為35分鐘；第2卷～第5卷各30分鐘。

### 製作團隊
- 原作 - 広江礼威
- 監督、系列構成、腳本 - 片渕須直
- 人物設計、總作画監督 - 筱雅律
- 道具&機械設計- 木村雅広
- 美術監督 - 金子英俊
- 色彩設計 - 角本百合子
- 攝影監督 - 藤田賢治
- 編輯 - 木村佳史子
- 音樂 - EDISON
- 音響監督 - 本田保則
- 主要製作人 - 豊田智紀
- 製作人- 小倉充俊、岡本順哉
- 動畫製作 - MADHOUSE
- 製作 - BLACK LAGOON製作委員会（NBC環球娛樂、小学館）

### 主題曲
片頭曲
『Red fraction IO drive mix』　作詞：MELL／作曲、編曲：高瀬一矢／歌唱：MELL
片尾曲
『When Johnny Comes Marching Home (當約翰尼邁步回家時)』編曲、演奏：EDISON（第3季第1至第4集使用，僅有曲調，但無歌詞）
『This moment 〜prayer in the light〜』作詞、作曲、歌唱 - Minako "mooki" Obata（第3季第5集使用）

### 各話列表
| 話數 | 原文標題                      | 中文標題             | 分镜              | 演出              | 作画監督                                               | 原作話數              | 發售日期      |
| ---- | ----------------------------- | -------------------- | ----------------- | ----------------- | ------------------------------------------------------ | --------------------- | ------------- |
| 1    | Collateral Massacre           | 間接屠殺             | 片淵須直          | 室井富美江        | 筱雅律、日向正樹 浦谷千惠、木村雅廣 今村大樹、加藤泰久 | El Baile de la muerte | 2010年7月17日 |
| 2    | An Office Man's Tactics       | 一個白領男人的戰術   | 香月邦夫          | 香月邦夫          | 筱雅律、日向正樹 今村大樹、加藤泰久 木村雅廣           | El Baile de la muerte | 2010年9月30日 |
| 3    | Angels in the Crosshairs      | 瞄準器裡的天使       | 片淵須直          | 加藤泰久          | 筱雅律、今村大樹 朝来昭子、日向正樹 浦谷千惠（動作）   | El Baile de la muerte | 2011年1月7日  |
| 4    | Oversaturation Kill Box       | 過飽和的殺傷區       | 片淵須直          | 香月邦夫          | 筱雅律、加藤泰久 木村雅廣 浦谷千惠（動作）             | El Baile de la muerte | 2011年3月11日 |
| 5    | Codename Paradise, Status MIA | 代號 天堂，狀態 失蹤 | 片渕須直 浦谷千恵 | 片渕須直 浦谷千恵 | 筱雅律、朝来昭子 今村大樹、日向正樹                    | El Baile de la muerte | 2011年6月22日 |

### 播放電視台
| 放送地域    | 放送局       | 放送日                     | 放送時間                                                      | 系列            | 備考              |
| #25先行播放 | #25先行播放  | #25先行播放                | #25先行播放                                                   | #25先行播放     | #25先行播放       |
| ----------- | ------------ | -------------------------- | ------------------------------------------------------------- | --------------- | ----------------- |
| 神奈川縣    | 神奈川電視台 | 2010年6月27日              | 星期日 0:30 - 1:00                                            | 独立UHF局       |                   |
| 近畿廣域圈  | 每日放送     | 2010年6月27日              | 星期日 3:28 - 4:03                                            | TBS系列         | Anime Shower第4部 |
| 千葉縣      | 千葉電視台   | 2010年6月27日              | 星期日 23:30 - 隔天 0:00                                      | 独立UHF局       |                   |
| 埼玉縣      | 埼玉電視台   | 2010年6月28日              | 星期一 1:00 - 1:30                                            | 独立UHF局       |                   |
| 兵庫縣      | SUN電視台    | 2010年6月29日              | 星期二 0:00 - 0:30                                            | 独立UHF局       |                   |
| 京都府      | KBS京都      | 2010年6月29日              | 星期二 1:00 - 1:30                                            | 独立UHF局       |                   |
| 愛知縣      | 愛知電視台   | 2010年6月30日              | 星期三 1:28 - 1:58                                            | 東京電視台系列  |                   |
| 東京都      | TOKYO MX     | 2010年6月30日              | 星期三 2:00 - 2:30                                            | 独立UHF局       |                   |
| 本篇放送    |              |                            |                                                               |                 |                   |
| 日本全域    | WOWOW        | 2012年2月11日]]            | 星期六 0:00 - 3:30                                            | BS技術放送      | 有重播            |
| 日本全域    | AT-X         | 2013年9月8日 2013年9月15日 | 星期日 22:45 - 23:30（#25） 星期日 21:00 - 23:30（#26 - #29） | 動畫專門 CS放送 | 有重播            |

## 评价
自2007年以来，《黑礁》的多卷漫画单行本荣登日本漫画周刊畅销榜榜首。其中第8卷在2008年畅销榜为第14名。第13卷是出版社小学馆在2024年~2024年间（2023年4月至2024年3月）首印量为第4高的漫画单行本，印刷量达25万册。截至2014年2月，该漫画发行量已超过600万册；截至2018年11月，发行量超过700万册；截至2022年1月，发行量超过850万册；截至2023年12月，发行量超过950万册。
About.com的评论家黛布·青木（Deb Aoki）将由碧日发行的《黑礁》和《殺戮都市》英文版一起评为2008年最佳新青年漫画之一。她留意到这个作品具有广泛的吸引力，认为其更接近好莱坞或者香港动作片，而非传统漫画的套路，并称其为《海贼王》之外能吸引喜欢海盗题材读者的成熟替代选择。青木称赞作品中对强势女性角色的刻画，着重表现了她们的自信与战斗能力。ComicBookBin的勒罗伊·杜雷索（Leroy Douresseaux）将本作品比作《天龍特攻隊》和"昆汀·塔伦蒂诺式的剝削電影或暴力升级版《星际牛仔》"，更称其为“纸质版《绝地战警2》”，暗示它会吸引喜欢动作和风格化暴力的男性读者。Read About Comics的格雷格·麦克尔哈顿（Greg McElhatton）称赞作品的叙事节奏与深度，尤其欣赏蕾葳和洛克的哲学辩论是其一大亮点，且不会打断故事叙事，称其为“一部适合欣赏精妙剧本的读者的动作漫画”。IGN的A.E.斯帕罗（A.E. Sparrow）赞誉作品在动作场面与角色塑造间的平衡，认为其能量堪比《星际牛仔》。PopCultureShock的艾萨克·黑尔（Isaac Hale）将其与平野耕太的《地狱之歌》类比，指出两者都有风格化暴力与粉丝服务元素，同时盛赞其充满张力的动作场景。Active Anime的戴维·C·琼斯（Davey C. Jones）力赞其精细画工，强烈推荐给喜欢《貓眼女槍手》与《星际牛仔》的爱好者。
Mania.com的格雷格·哈克曼（Greg Hackmann）称该作品是一部“毫不掩饰的动作导向”作品，评价其虽剧情简单，却“极具娱乐性”。Manga Life的戴维·拉斯穆森（David Rasmussen）认为本作虽然引人入胜，但缺少像《星际牛仔》的深度，称其为“一部还算不错的动作剧”，但情感共鸣不足。作家杰森·汤普森（Jason Thompson）将该作品与《第一滴血》和《日落黃沙》等电影类比，赞赏台词设计，但也指出动作场面偶有混乱，称其为“充满《地狱之歌》式激烈瞬间的畅快旅程”。
汤普森（Thompson）在为Anime News Network（ANN）撰稿时，特别强调作品受到了吴宇森和让-保罗·萨特等艺术家风格的影响，称其为真正的“全球化漫画”。ANN的塞隆·马丁（Theron Martin）称赞了剧中激烈的动作场面，并认为它是一部成功的硬核动作剧。ANN的卡洛·桑托斯（Carlo Santos）认为本作品虽然很有电影感，但略显套路，总结为“如果你喜欢一些带枪的辣妹，这本书就足够有趣了”。评论家丽贝卡·西尔弗曼（Rebecca Silverman）在漫画书评中指出作品的核心魅力，在于其塑造的黑暗无序世界观。

## 脚注
1. ↑  以下为部分漫画单行本的销售成绩：
  - 第7卷[4]
  - 第8卷[5]
  - 第9卷[6]
  - 第10卷[7]
  - 第11卷[8]
  - 第12卷[9]
  - 第13卷[10]